# 天羽優子
天羽 優子（あもう ゆうこ）は、日本の物理学者。山形大学理学部准教授。医学博士、理学博士。専門は、科学物理・溶液物性、液体の動的構造を分光学的手法で調べること。ラマン散乱の研究者。疑似科学・疑似科学ビジネス批判でも知られる。Japan Skeptics会員。と学会会員。

## 略歴
滋賀県長浜市出身。1985年3月、滋賀県立虎姫高等学校卒業。1989年3月、千葉大学理学部物理学科卒業。1991年3月、お茶の水女子大学大学院理学研究科物理学専攻修士課程修了。1995年3月、東京大学大学院医学系研究科第一基礎医学専攻博士課程修了、博士（医学）の学位を取得、学位論文「Molecular dynamics of liquids by light scattering spectroscopy(光散乱でみる液体のダイナミクス) 」。2000年9月、博士（理学）の学位を取得（お茶の水女子大学）。学位論文「マイクロ波を用いたタンパク質相互作用のモニタリング」。
東京都立航空工業高等専門学校非常勤講師、東京大学先端科学技術研究センター協力研究員、放送大学非常勤講師、大阪大学ベンチャービジネスラボラトリー講師（中核的研究機関研究員）、広島大学大学院理学研究科化学専攻助手などを経て、2003年 - 山形大学理学部 物質生命化学科 助教授、2007年 - 山形大学理学部 物質生命化学科 准教授、2017年 - 山形大学理学部 理学科 准教授。

## 疑似科学についての活動
1999年2月、専門の液体研究の知識を活かし、水について正しい知識を普及させるために『水商売ウォッチング』というWebサイトを開設した。このサイトでは、磁気処理水やポリウォーターなど、科学的根拠のない水関連商品や業者に対する批判を展開している。水からの伝言については、「ただのオカルト、インチキ」と断じた。BuzzFeed（当時）の石戸諭 は「水にまつわるニセ科学研究の第一人者、山形大学の天羽優子准教授が運営する『水商売ウォッチング』は必見のサイトだ」と評した。
磁気活水器に関しては詳細な検証を行っており、「磁気活水器の効果として謳われていることは、科学の立場からはとっくに決着がついていて、どれも起こりようがないことばかりである。科学ではないのに科学を装っているニセ科学宣伝といえる」と批判した。また、マンション管理組合がニセ科学商品の被害に遭いやすい構造的問題についても指摘した。
2008年1月、磁気活水器のネットワークビジネスを行う吉岡英介が、天羽の掲示板の投稿を理由にお茶の水女子大学を名誉毀損で提訴した。第一審の判決は、原告（吉岡）の全面敗訴で、原告は控訴しなかった。
環境教育の現場に進出しているEM菌に対して批判的な見解を示している。2015年夏頃から署名サイト「Change.org」で「小中学校におけるEMの利用を止めてほしい」という署名活動を開始し、「環境教育の教材としてのEMはニセ科学であり、教育で使うには不適切であることは明らかである」「大人がEMを使うことを自らの判断で行うのであればそれは自由だが、教材を自分で選ぶことができない児童や生徒に使用させるのは大変良くないこと」と指摘した。この活動を通じて、「EMによる環境浄化は、面倒な文献調査をしなくても、文部科学省の通知で注意喚起されている教材にあてはまるという判断がしやすくなったと考える」と述べた。

## 著書

### 共著
- 『初歩から学ぶマイクロ波応用技術 : 化学,材料,医療から環境浄化まで』工業調査会、2004年6月、天羽優子, 小野茂, 尾上薫ほか:著

『と学会年鑑』
- 『と学会年鑑ORANGE（担当範囲「それって道徳の問題なのか?」）』楽工社、2007年4月
- 『と学会年鑑AQUA（担当範囲「活水器の販売資料ウォッチング」）』楽工社、2008年3月
- 『と学会年鑑BROWN（担当範囲「プラスイオンで健康になる?」）』楽工社、2009年1月
- 『と学会年鑑KIMIDORI（担当範囲「物理学の革命!?」）』楽工社、2009年5月

### 寄稿
雑誌『RikaTan（理科の探検）』
- 2007年4月号（担当範囲「水の製品の説明にはニセ科学がいっぱい」）[17]
- 2007年8月号（担当範囲「水の製品の説明にはニセ科学がいっぱい」）[18]
- 2013年夏号（担当範囲「怪しい水・怪しい水製造器の見破り方」「対談“水商売”にだまされない」）[19]
- 2014年春号（担当範囲「摘発されたニセ科学商品の事例」「法と科学 ニセ科学による被害を救済する仕組み」）[20]
- 2015年春号（担当範囲「ニセ科学水商売業者との裁判」）[21]
- 2016年4月号（担当範囲「『EMを学校で使わないでください』署名をするわけ」「ナノ銀除染のニセ科学」）[22]
- 2016年10月号（担当範囲「水素水の宣伝のニセ科学性」）[23]
- 2020年8月号（担当範囲「NMRパイプテクター問題」）[24]

## 論文
- 天羽優子 - researchmap
- CiNii 天羽優子

## 出演
- 『田村淳の訊きたい放題！』東京MX、2019年11月23日（NMRパイプテクターについて解説）